# Tour de Burgos féminin
Le Tour de Burgos féminin (Vuelta a Burgos Feminas) est une course cycliste par étapes féminine qui se tient tous les ans en Espagne. La course est la version féminine du Tour de Burgos. Créée en 2019, elle intègre le Calendrier international féminin UCI, en classe 2.1, puis devient une épreuve du World Tour à partir de 2021.

## Palmarès
| Année | Vainqueur              | Deuxième             | Troisième              |                  |
| ----- | ---------------------- | -------------------- | ---------------------- | ---------------- |
| 2015  | Belén López            | Gloria Rodríguez     | Yulia Iliynikh         |                  |
| 2016  | Mavi García            | Anna Kiesenhofer     | Eider Merino           |                  |
| 2017  | Eider Merino           | Femke Verstichelen   | Roos Hoogeboom         |                  |
| 2018  | Beatriu Gómez Franquet | Henrietta Colborne   | Enara López Gallastegi |                  |
| 2019  | Stine Borgli           | Soraya Paladin       | Mavi García            |                  |
| 2020  | annulé/abandonné       | annulé/abandonné     | annulé/abandonné       | annulé/abandonné |
| 2021  | Anna van der Breggen   | Annemiek van Vleuten | Demi Vollering         |                  |
| 2022  | Juliette Labous        | Évita Muzic          | Demi Vollering         |                  |
| 2023  | Demi Vollering         | Shirin van Anrooij   | Ashleigh Moolman       |                  |
| 2024  | Demi Vollering         | Évita Muzic          | Karlijn Swinkels       |                  |
| 2025  | Marlen Reusser         | Elisa Longo Borghini | Yara Kastelijn         |                  |